# Pandisus
Pandisus là một chi nhện trong họ Salticidae.